# روبرتو چینکوئینی
روبرتو چینکوئینی (ایتالیایی: Roberto Cinquini؛ ‏ ۱۴ ژوئیهٔ ۱۹۲۴ – ۱۸ ژوئیهٔ ۱۹۶۵) تدوین‌گر اهل ایتالیا بود.
از فیلم‌هایی که وی در آن‌ها نقش داشته‌است، می‌توان به زیباترین روزها، عشق است که مرا پیش می‌برد، حقایق قتل، به خاطر یک مشت دلار، گمراه و رهاشده، طلاق به سبک ایتالیایی، فاشیست، گاریبالدی، شوهران جوان، سیاهرگ طلایی، شش همسر باربابلو، اورینت اکسپرس، مردان خشن و بانوی کوچک اشاره نمود.